# Канадіс (Нью-Йорк)
Канадіс (англ. Canadice) — місто (англ. town) в США, в окрузі Онтаріо штату Нью-Йорк. Населення — 1668 осіб (2020).

## Демографія
Згідно з переписом 2010 року, у місті мешкали 1664 особи в 731 домогосподарстві у складі 492 родин. Було 1117 помешкань
Расовий склад населення:
| - 98,5 % — білих - 0,3 % — корінних американців - 0,2 % — чорних або афроамериканців - 0,2 % — азіатів |

До двох чи більше рас належало 0,8 %. Частка іспаномовних становила 0,5 % від усіх жителів.
За віковим діапазоном населення розподілялося таким чином: 18,7 % — особи молодші 18 років, 64,5 % — особи у віці 18—64 років, 16,8 % — особи у віці 65 років та старші. Медіана віку мешканця становила 48,4 року. На 100 осіб жіночої статі у місті припадало 103,7 чоловіків;  на 100 жінок у віці від 18 років та старших — 104,5 чоловіків також старших 18 років.
Середній дохід на одне домашнє господарство  становив 78 246 доларів США (медіана — 59 141), а середній дохід на одну сім'ю — 79 550 доларів (медіана — 68 625). Медіана доходів становила 54 083 долари для чоловіків та 47 692 долари для жінок. За межею бідності перебувало 11,2 % осіб, у тому числі 14,9 % дітей у віці до 18 років та 3,6 % осіб у віці 65 років та старших.
Цивільне працевлаштоване населення становило 874 особи. Основні галузі зайнятості: виробництво — 25,2 %, освіта, охорона здоров'я та соціальна допомога — 23,1 %, роздрібна торгівля — 11,9 %, будівництво — 9,8 %.